# Lindsayomyrtus racemoides
Lindsayomyrtus racemoides là một loài thực vật có hoa trong Họ Đào kim nương. Loài này được (Greves) Craven mô tả khoa học đầu tiên năm 1990.